# 上原和彦
上原 和彦（うえはら かずひこ、1963年10月16日 - ）は、日本のサウンドクリエーター、ゲームプロデューサー、実業家。コナミスポーツ株式会社常務執行役員。株式会社ハドソン元代表取締役社長。兵庫県出身。

## 来歴
1986年にサウンドデザイナーとしてコナミに入社。コナミのMSXオリジナル音源として知られるSCCの開発に関わる。小島秀夫とは同期入社で共にMSXの部門に配属される。
コナミ矩形波倶楽部ではピストン上原として活動していた。
その後パワプロプロダクションのエグゼクティブプロデューサーなどを務める。コナミデジタルエンタテインメント（KDE-J）のシニアヴァイスプレジデントや常務取締役などを歴任したほか、2011年4月より株式会社ハドソン代表取締役社長をKDE-Jに吸収合併される2012年3月まで兼任した。2014年7月3日から2017年6月27日までは、コナミホールディングス四事業本部 副本部長、同年7月から2021年6月30日まではコナミHD執行役員兼コナミビジネスエキスパート株式会社代表取締役社長。
コナミが日本選手権シリーズのスポンサーだった2011年からの3年間は、日本一になったチームに特製チャンピオンフラッグや「みんなで選ぶコナミ賞」を贈呈していた。
ハドソンの社長になって以降はゲーム開発からは一線を退いている。

## 作品
- 悪魔城ドラキュラ（1986年10月30日、MSX2）サウンドエフェクト
- 魔城伝説II ガリウスの迷宮（1987年4月、MSX）サウンドクリエーター
- 火の鳥 鳳凰編（1987年4月、MSX2）
- グラディウス2（1987年8月22日、MSX）サウンド
- F1スピリット THE WAY TO FORMULA-1（1987年10月、MSX）サウンド
- 王家の谷 エルギーザの封印（1988年8月27日、MSX・MSX2）サウンド
- スナッチャー（1988年12月、MSX2）サウンドエフェクト
- ゴーファーの野望 エピソードII（1989年1月27日、MSX）
- スペースマンボウ（1989年12月21日、MSX2）サウンド
- SDスナッチャー（1990年12月、MSX2）サウンドエフェクト、ミュージックコンポーズ
- メタルギア2 ソリッドスネーク（1990年7月20日、MSX2）サウンドエフェクト
- グラディウスIII（1990年12月21日、SFC）サウンドエディター
- がんばれゴエモン〜ゆき姫救出絵巻〜（1991年7月19日、SFC）おとしょくにん
- パロディウスだ! ～神話からお笑いへ～（1992年7月3日、SFC）サウンドデザイナー
- ティーンエージ ミュータント ニンジャ タートルズ タートルズ イン タイム（1992年7月24日、SFC）サウンドデザイナー
- タイニー・トゥーン アドベンチャーズ（1992年12月18日、SFC）サウンド&ミュージック
- バットマン リターンズ（1993年2月26日、SFC）サウンド&ミュージック
- Pop'n ツインビー（1993年3月26日、SFC）サウンドデザイン
- T.M.N.T. ミュータントウォーリアーズ（1993年12月3日、SFC）サウンドプロデューサー
- がんばれゴエモン2 奇天烈将軍マッギネス（1993年12月22日、SFC）サウンドデザイン
- The Adventures of Batman and Robin（1994年、SNES）SOUND FX & MUSIC[4]
- スパークスター（1994年9月15日、SFC）サウンドデザイン
- ツヨシしっかりしなさい 対戦ぱずるだま（1994年11月18日、SFC）サウンド
- がんばれゴエモン3 獅子重禄兵衛のからくり卍固め（1994年12月16日、SFC）サウンドデザイナー
- 実況おしゃべりパロディウス（1995年12月15日、SFC）サウンドプロデューサー
- がんばれゴエモン きらきら道中〜僕がダンサーになった理由〜（1995年12月22日、SFC）サウンドプロデューサー、サウンドデザイナー
- 実況パワフルプロ野球4（1997年3月14日、N64）サウンド
- がんばれゴエモン〜ネオ桃山幕府のおどり〜（1997年8月7日、N64）サウンドプロデューサー
- G.A.S.P!! ファイターズネクストリーム（1998年3月26日、N64）サウンドプロデューサー
- がんばれゴエモン〜でろでろ道中 オバケてんこ盛り〜（1998年12月23日、N64）サウンドプロデューサー
- 実況パワフルプロ野球6（1999年3月25日、N64）
- HYBRID HEAVEN（1999年8月5日、N64）プロデューサー
- ESPN National Hockey Night（2001年2月1日、PS2）サウンドプロダクションプロデューサー
- 実況パワフルプロ野球8（2001年8月30日、PS2）サウンドチーフプロデューサー
- 実況パワフルプロ野球10（2003年7月17日、PS2・GC）サウンドチーフプロデューサー
- 実況パワフルプロ野球11（2004年7月15日、PS2・GC）統括プロデューサー
- 実況パワフルプロ野球シリーズ - エグゼクティブプロデューサー
- パワプロクンポケットシリーズ - エグゼクティブプロデューサー